# Redmi K70
Redmi K70是小米集团旗下的子品牌Redmi于北京时间2023年11月29日在中国北京小米科技园发布的智能手机系列，为Redmi手机K系列的第六代机型系列，包含Redmi K70、Redmi K70 Pro、Redmi K70E，2024年7月19日的雷军年度演讲后，小米发布了Redmi K70 至尊版。

## 简介
红米k70系列主要两款机型采用华星光电C8基材，具有4000nits峰值亮度，700nits手动最高亮度，1200nits全局最高亮度。同时，小米宣布在屏幕护眼方面采用与中山大学中山眼科中心“青山护眼”，实现 频闪效应可见度测量指数(SVM指数)综合数值降低到 0.1% 以下。小米宣布与三款机型采用类似小米Mix Fold 3的Deco设计，K70与K70 Pro相机传感器使用小米定制款豪威50E，即光影猎人800。与前两代不同的是，红米k70与K70 Pro使用金属做为边框材料。

## 硬件

### 屏幕
Redmi K70全系列采用6.67英寸（对角线）的AMOLED柔性屏幕基材，红米k70与k70 Pro采用华星光电C8基材，分辨率3200 x 1440，即为1440p屏幕，红米K70E采用华星光电C6基材，分辨率2712x1220，即为1220p屏幕。

### 芯片
Redmi K70全系列的三款机型采用了三款不同的主芯片，其中Redmi K70及Redmi K70 Pro均采用美国高通公司研发、台积电代工生产的高通骁龙SoC；Redmi K70E则采用联发科技研发、台积电代工生产的联发科技天玑SoC。
1. Redmi K70采用的主芯片为台积电4nm制程的骁龙8 Gen 2。CPU部分由1颗最高主频为3.2GHz的大核心、3颗最高主频为2.8GHz的中核心以及4颗最高主频为2.0GHz的小核心组成，GPU部分则采用了Adreno 740，同时集成支持双卡5G驻网的X70基带。
2. Redmi K70 Pro采用了台积电4nm制程骁龙8 Gen 3，CPU部分由1颗最高主频为3.36GHz的X4核心、4颗最高主频为2.8GHz的中核心（2颗Cortex-A715架构，2颗Cortex-A710架构）以及3颗最高主频为2.0GHz的A520核心组成，GPU部分则采用了Adreno 750，同时集成支持双卡5G驻网的X75基带。
3. Redmi K70E采用的主芯片为天玑8300 Ultra。CPU由1颗主频3.35 GHz的A715，三颗3.2 GHz的A715和4颗2.2 GHz的A510组成。GPU采用Mali-G615。此外，天玑8300的WiFi-6E以及蓝牙5.4得到较好支持。

### 摄像
红米K70E沿用红米K60的主摄豪威64B，达到6400万像素。红米K70和K70Pro采用光影猎人800，即小米定制款豪威50E，达到5000万像素。三款沿用前代拥有的小米影像大脑。

### 周边配置
与前两代不同的是，红米K70与K70 Pro使用金属做为边框材料，而去掉了上代红米K60与K60 Pro拥有的30W无线充电、红米K60至尊版的IP68级防水防尘。

## 售价
| 型号        | 配置       | 中国大陆地区售价（元） |
| ----------- | ---------- | ---------------------- |
| 红米k70     | 12GB+256GB | 2499                   |
| 红米k70     | 16GB+256GB | 2699                   |
| 红米k70     | 16GB+512GB | 2999                   |
| 红米k70     | 16+1TB     | 3399                   |
| 红米K70 Pro | 12GB+256GB | 3299                   |
| 红米K70 Pro | 16GB+256GB | 3599                   |
| 红米K70 Pro | 16GB+512GB | 3899                   |
| 红米K70 Pro | 24GB+1TB   | 4399                   |
| 红米K70E    | 12GB+256GB | 1999                   |
| 红米K70E    | 12GB+512GB | 2199                   |
| 红米K70E    | 16GB+1TB   | 2599                   |